# Puntneusslang
De puntneusslang (Rhinocheilus lecontei) is een slang uit de familie toornslangachtigen en de onderfamilie Colubrinae.

## Naam en indeling
De wetenschappelijke naam van de groep werd voor het eerst voorgesteld door Spencer Fullerton Baird en Charles Frédéric Girard in 1853. Later werd abusievelijk de wetenschappelijke naam Rhinochilus lecontei gebruikt.
De soortaanduiding lecontei is een eerbetoon aan de Amerikaanse entomoloog John Lawrence LeConte (1825 - 1883).
De soort was lange tijd de enige uit het geslacht Rhinocheilus, tot twee voormalige ondersoorten als volwaardige soort werden erkend. Een derde voormalige ondersoort, Rhinocheilus lecontei tessellatus, wordt niet meer erkend. Er is weinig bekend over de biologie en levenswijze.

## Uiterlijke kenmerken
Aan de onderzijde is het lichaam geel en zwart van kleur, aan de bovenzijde bevinden zich zwarte en rode banden. De slang heeft een spitse snuit met een onderstandige bek. De lichaamslengte bedraagt vijftig tot honderd centimeter.

## Levenswijze
Het voedsel van deze nachtactieve, gravende slang bestaat uit kleine zoogdieren, vogels, hagedissen en kleine slangen, maar ook eieren staan op het menu. Hij leeft onder rotsen, houtstronken en in holen van knaagdieren. Als de slang wordt bedreigd, trilt hij met de staart en verspreidt een stinkende vloeistof. De vrouwtjes zetten een legsel af dat bestaat uit maximaal negen eieren.

## Verspreiding en habitat
Deze soort komt voor in Noord-Amerika, in de zuidelijke Verenigde Staten en Noord-Mexico. Binnen de VS komt de slang voor in de staten
Californië, Nevada, Utah, Idaho, Oklahoma, Arizona, New Mexico, Colorado, Kansas en Texas. In Mexico komt de slang voor in de noordelijke staten, zoals Tamaulipas, Nuevo León en Aguascalientes.
De habitat bestaat uit scrubland, relatief hete woestijnen en drogere delen van savannes.

## Beschermingsstatus
Door de internationale natuurbeschermingsorganisatie IUCN is de beschermingsstatus 'veilig' toegewezen (Least Concern of LC).